# Merle Spellerberg
Merle Spellerberg (nascida a 13 de novembro de 1996) é uma política alemã da Aliança 90/Os Verdes que serve como membro do Bundestag desde as eleições federais alemãs de 2021, representando o círculo eleitoral de Dresden II – Bautzen II.

## Infância e educação
Spellerberg frequentou o König-Wilhelm-Gymnasium Höxter, onde recebeu o seu Abitur em 2016. Mais tarde, estudou na TU Dresden.

## Carreira política
No parlamento, Spellerberg tem servido no Comité de Relações Externas e no Comité de Defesa.